# Terremotos del Hindu Kush de 2002
Los terremotos del Hindú Kush de 2002 azotaron el norte de Afganistán durante el mes de marzo. Al menos 166 personas murieron con un terremoto principal muy grande y de profundidad intermedia el 3 de marzo. Tres semanas después, al menos mil más murieron durante una réplica grande pero poco profunda que tuvo una intensidad Mercalli máxima de VII (Muy fuerte). Los eventos inversos de 7.4 y 6.1 se centraron en el área de la cordillera Hindú Kush.

## Entorno tectónico
El norte de Afganistán se encuentra dentro de la amplia zona de colisión continua entre la Placa índica y la Placa euroasiática. El área es sísmicamente activa, particularmente como resultado de fallas a poco más de 200 km de profundidad dentro de la losa descendente. Se han observado muchos eventos grandes de M ≥ 7 en el Hindú Kush, todos con epicentros similares, con una periodicidad aproximada de unos 10 a 15 años. Estos eventos tienen mecanismos focales de falla inversa, que para la losa casi vertical indica extensión activa. Se ha propuesto que estos terremotos son el resultado del estrechamiento de la losa descendente, un proceso que en algún momento puede conducir a la rotura.
En la región también se observan terremotos de enfoque poco profundo más pequeños, particularmente asociados con zonas de tendencia norte-sur de deslizamiento lateral derecho, como la falla de Chaman , con un grado creciente de acortamiento hacia el norte, que en conjunto acomodan la convergencia altamente oblicua entre los placa índica y placa euroasiática.

## Terremotos
El terremoto del 3 de marzo tuvo una magnitud de 7,4 M w , con una profundidad hipocentral de 225,6 km. El mecanismo focal es consistente con fallas inversas dentro de la corteza oceánica en subducción. La comparación con terremotos similares en 1993 y 2015, que tienen profundidades y epicentros muy similares, sugiere que el componente principal del deslizamiento en los tres eventos ocurrió en la misma parte de la falla.
El terremoto del 25 de marzo tuvo una magnitud de 6,1 M w , con una profundidad hipocentral de 8,0 km. Tenía un mecanismo de falla inversa que se produjo en una de las dos posibles fallas con tendencia norte-sur de inclinación moderada.

## Daño

### Evento del 3 de marzo
A las 12:08:19 UTC, un temblor de 7,4 golpeó un área a 65 km (40 millas) al S de Fayzābād, Afganistán . Al menos 150 personas murieron, varias resultaron heridas y 400 casas resultaron dañadas o destruidas por un deslizamiento de tierra que provocó una represa e inundó el valle de Surkundara, en la provincia de Samangán. Al menos 13 personas murieron en Kabul y Rostaq y 3 personas murieron en Bajaur, Pakistán. Al menos 300 casas fueron destruidas en las provincias de Badajshán y Tahar. Se abrió una fisura de 45 metros de ancho en el embalse Xiker en Sinkiang, China. Esta fue una profundaevento de enfoque y se sintió en gran parte de Afganistán y Pakistán. Fieltro también en Tayikistán, Uzbekistán, Kirguistán, Kazajistán e India.

### Evento del 25 de marzo
A las 14:56:33 UTC, un temblor de 6.1 golpeó un área a 160 km (99 millas) al suroeste de Fayzābād, Afganistán. Al menos 1.000 personas murieron, varios cientos resultaron heridos y varios miles de personas sin hogar en la provincia de Baglán. Al menos 1.500 casas fueron destruidas o dañadas en Nahrin y varios cientos más en otras áreas de la provincia de Baglán. Los deslizamientos de tierra bloquearon muchas carreteras en el área epicentral. Este fue un evento de enfoque superficial y se sintió con fuerza en gran parte del norte de Afganistán. También se sintió en el área de Islamabad-Peshawar, Pakistán y en Dusambé, Tayikistán.